# VolAlto 2.0 Caserta 2019-2020
Questa voce raccoglie le informazioni riguardanti la VolAlto 2.0 Caserta nelle competizioni ufficiali della stagione 2019-2020.

## Stagione
La stagione 2019-20 è per la VolAlto 2.0 Caserta, con la denomizione sposorizzata di Golden Tulip VolAlto 2.0 Caserta, la prima in Serie A1: il club infatti ottiene la promozione della Serie A2, dove aver vinto i play-off promozione. In panchina viene chiamato Giuseppe Cuccarini, sostituito a stagione in corso da Guido Malcangi, inizialmente secondo allenatore; nella rosa vengono confermate due autrici della promozione, ossia Ludovica Dalia e Alessia Ghilardi: tra i nuovi acquisti quelli di Rhamat Alhassan, Ilaria Garzaro, Áurea Cruz, Alexa Gray e Jana Franziska Poll, mentre tra le cessioni quelle di Vittoria Repice, Tereza Matuszková, Elisa Cella e Laura Frigo.
Il campionato si apre con quattro sconfitte di fila mentre il primo successo arriva alla quinta giornata con il 3-0 inflitto alla Pro Victoria: seguono due nuovi stop e poi una vittoria contro la Wealth Planet Perugia; la squadra di Caserta conclude il girone di andata con cinque gare perse chiudendo al tredicesimo posto in classifica, non utile per qualificarsi alla Coppa Italia. Nel girone di ritorno la VolAlto Caserta colleziona esclusivamente sconfitte: tuttavia dopo aver disputato la ventesima giornata il campionato viene prima sospeso e poi definitivamente interrotto a causa del diffondersi in Italia della pandemia di COVID-19: al momento dell'interruzione la squadra stazionava al quattordicesimo posto in classifica.

## Organigramma societario
Area direttiva
- Presidente: Nicola Turco

Area tecnica
- Allenatore: Giuseppe Cuccarini (fino al 31 dicembre 2019), Guido Malcangi (dal 3 gennaio 2020)
- Allenatore in seconda: Guido Malcangi (fino al 2 gennaio 2020), Agostino Di Rauso (dal 17 gennaio 2020)

## Rosa
| N° | Nome                | Ruolo | Data di nascita   | Nazionalità sportiva |
| -- | ------------------- | ----- | ----------------- | -------------------- |
| 1  | Rhamat Alhassan     | C     | 7 settembre 1996  | Stati Uniti          |
| 3  | Ludovica Dalia      | P     | 25 settembre 1984 | Italia               |
| 4  | Alessia Ameri       | L     | 19 ottobre 1985   | Italia               |
| 5  | Jana Franziska Poll | S     | 7 maggio 1988     | Germania             |
| 6  | Katharina Holzer    | S     | 29 giugno 1988    | Austria              |
| 7  | Alessia Ghilardi    | L     | 5 maggio 1979     | Italia               |
| 8  | Áurea Cruz          | S     | 10 gennaio 1982   | Porto Rico           |
| 9  | Alexa Gray          | S     | 7 agosto 1994     | Canada               |
| 11 | Liannes Castañeda   | O     | 18 ottobre 1986   | Cuba                 |
| 12 | Domiziana Mazzoni   | C     | 16 marzo 1996     | Italia               |
| 15 | Deja Harris         | C     | 18 marzo 1996     | Stati Uniti          |
| 17 | Ambra Trevisiol     | P     | 7 agosto 1992     | Italia               |
| 18 | Ilaria Garzaro      | C     | 29 settembre 1986 | Italia               |
| 33 | Marta Bechis        | P     | 4 settembre 1989  | Italia               |

## Mercato
| Acquisti | Acquisti            | Acquisti        | Acquisti   |
| R.       | Nome                | da              | Modalità   |
| -------- | ------------------- | --------------- | ---------- |
| C        | Rhamat Alhassan     | NEC Red Rockets | definitivo |
| C        | Alessia Ameri       | Marsala         | definitivo |
| P        | Marta Bechis        | Imoco           | definitivo |
| O        | Liannes Castañeda   | Halkbank        | definitivo |
| S        | Áurea Cruz          | Cuneo Granda    | definitivo |
| C        | Ilaria Garzaro      | Filottrano      | definitivo |
| S        | Alexa Gray          | Casalmaggiore   | definitivo |
| C        | Deja Harris         | Hylte/Halmstad  | definitivo |
| S        | Katharina Holzer    | RC Cannes       | definitivo |
| C        | Domiziana Mazzoni   | Perugia         | definitivo |
| S        | Jana Franziska Poll | MTV Stoccarda   | definitivo |
| P        | Ambra Trevisiol     | ?               | definitivo |

| Cessioni | Cessioni            | Cessioni                  | Cessioni   |
| R.       | Nome                | a                         | Modalità   |
| -------- | ------------------- | ------------------------- | ---------- |
| C        | Rhamat Alhassan     | -                         | svincolata |
| P        | Marta Bechis        | Millenium Brescia         | svincolata |
| O        | Liannes Castañeda   | ?                         | definitivo |
| S        | Elisa Cella         | Adolfo Consolini          | definitivo |
| S        | Áurea Cruz          | Amazonas de Trujillo Alto | svincolata |
| C        | Rebeka Fucka        | Academy Sassuolo          | definitivo |
| C        | Laura Frigo         | Cuneo Granda              | definitivo |
| C        | Ilaria Garzaro      | Academy Sassuolo          | definitivo |
| S        | Linda Giugovaz      | Libertas Martignacco      | definitivo |
| S        | Alexa Gray          | Savino Del Bene           | svincolata |
| C        | Deja Harris         | ?                         | definitivo |
| S        | Katharina Holzer    | RC Cannes                 | svincolata |
| L        | Marianna Maggipinto | Casalmaggiore             | definitivo |
| O        | Tereza Matuszková   | ?                         | definitivo |
| S        | Giulia Melli        | Trentino Rosa             | definitivo |
| S        | Jana Franziska Poll | San Casciano              | definitivo |
| C        | Vittoria Repice     | Soverato                  | definitivo |
| P        | Ambra Trevisiol     | ?                         | definitivo |

## Risultati

### Serie A1

#### Girone di andata
| 1ª giornata - 13 ottobre 2019 PalaGeorge, Montichiari             | Millenium Brescia | 3 - 1 | VolAlto Caserta       | 25-21, 26-28, 26-24, 25-17        |
| 2ª giornata - 20 ottobre 2019 PalaVignola, Caserta                | VolAlto Caserta   | 1 - 3 | San Casciano          | 25-18, 25-27, 21-25, 22-25        |
| 3ª giornata - 27 ottobre 2019 PalaMaddalene, Chieri               | Chieri '76        | 3 - 1 | VolAlto Caserta       | 25-23, 22-25, 25-21, 25-13        |
| 4ª giornata - 31 ottobre 2019 PalaVignola, Caserta                | VolAlto Caserta   | 2 - 3 | Imoco                 | 22-25, 25-21, 18-25, 25-21, 13-15 |
| 5ª giornata - 3 novembre 2019 PalaVignola, Caserta                | VolAlto Caserta   | 3 - 0 | Pro Victoria          | 26-24, 25-22, 25-18               |
| 6ª giornata - 10 novembre 2019 PalaPiantanida, Busto Arsizio      | UYBA              | 3 - 1 | VolAlto Caserta       | 23-25, 25-23, 25-19, 25-18        |
| 7ª giornata - 12 novembre 2019 PalaVignola, Caserta               | VolAlto Caserta   | 1 - 3 | AGIL                  | 21-25, 25-20, 22-25, 21-25        |
| 8ª giornata - 24 novembre 2019 PalaVignola, Caserta               | VolAlto Caserta   | 3 - 0 | Wealth Planet Perugia | 25-16, 25-21, 25-20               |
| 9ª giornata - 1º dicembre 2019 PalaTriccoli, Jesi                 | Filottrano        | 3 - 1 | VolAlto Caserta       | 25-22, 25-15, 24-26, 25-22        |
| 10ª giornata - 8 dicembre 2019 PalaVignola, Caserta               | VolAlto Caserta   | 2 - 3 | Bergamo               | 17-25, 22-25, 35-33, 26-24, 11-15 |
| 11ª giornata - 15 dicembre 2019 Palazzetto dello Sport, Scandicci | Savino Del Bene   | 3 - 0 | VolAlto Caserta       | 28-26, 25-23, 25-13               |
| 12ª giornata - 22 dicembre 2019 PalaVignola, Caserta              | VolAlto Caserta   | 1 - 3 | Cuneo Granda          | 17-25, 25-23, 25-27, 18-25        |
| 13ª giornata - 26 dicembre 2019 PalaRadi, Cremona                 | Casalmaggiore     | 3 - 1 | VolAlto Caserta       | 22-25, 26-24, 25-21, 25-14        |

#### Girone di ritorno
| 14ª giornata - 15 gennaio 2020 PalaVignola, Caserta           | VolAlto Caserta       | 0 - 3 | Millenium Brescia | 22-25, 8-25, 19-25  |
| 15ª giornata - 19 gennaio 2020 Nelson Mandela Forum, Firenze  | San Casciano          | 3 - 0 | VolAlto Caserta   | 25-9, 30-28, 25-17  |
| 16ª giornata - 26 gennaio 2020 PalaVignola, Caserta           | VolAlto Caserta       | 0 - 3 | Chieri '76        | 16-25, 17-25, 10-25 |
| 17ª giornata - 9 febbraio 2020 PalaVerde, Villorba            | Imoco                 | 3 - 0 | VolAlto Caserta   | 25-9, 25-15, 25-9   |
| 18ª giornata - 12 febbraio 2020 Palazzetto dello Sport, Monza | Pro Victoria          | 3 - 0 | VolAlto Caserta   | 25-0, 25-0, 25-0    |
| 19ª giornata - 16 febbraio 2020 PalaVignola, Caserta          | VolAlto Caserta       | 0 - 3 | UYBA              | 17-25, 9-25, 13-25  |
| 20ª giornata - 6 marzo 2020 PalaTerdoppio, Novara             | AGIL                  | 3 - 0 | VolAlto Caserta   | 25-0, 25-0, 25-0    |
| 21ª giornata - 31 marzo 2020 PalaEvangelisti, Perugia         | Wealth Planet Perugia | -     | VolAlto Caserta   | annullata           |
| 22ª giornata - 5 aprile 2020 PalaVignola, Caserta             | VolAlto Caserta       | -     | Filottrano        | annullata           |
| 23ª giornata - 8 marzo 2020 PalaNorda, Bergamo                | Bergamo               | -     | VolAlto Caserta   | annullata           |
| 24ª giornata - 15 marzo 2020 PalaVignola, Caserta             | VolAlto Caserta       | -     | Savino Del Bene   | annullata           |
| 25ª giornata - 22 marzo 2020 PalaCastagnaretta, Cuneo         | Cuneo Granda          | -     | VolAlto Caserta   | annullata           |
| 26ª giornata - 28 marzo 2020 PalaVignola, Caserta             | VolAlto Caserta       | -     | Casalmaggiore     | annullata           |

## Statistiche

### Statistiche di squadra
| Competizione | Punti | In casa | In casa | In casa | In trasferta | In trasferta | In trasferta | Totale | Totale | Totale |
| Competizione | Punti | G       | V       | P       | G            | V            | P            | G      | V      | P      |
| ------------ | ----- | ------- | ------- | ------- | ------------ | ------------ | ------------ | ------ | ------ | ------ |
| Serie A1     | 5     | 10      | 2       | 8       | 10           | 0            | 10           | 20     | 2      | 18     |
| Totale       | -     | 10      | 2       | 8       | 10           | 0            | 10           | 20     | 2      | 18     |

G = partite giocate; V = partite vinte; P = partite perse

### Statistiche dei giocatori
| Giocatore    | Serie A1 | Serie A1 | Serie A1 | Serie A1 | Serie A1 | Totale | Totale | Totale | Totale | Totale |
| Giocatore    | P        | PT       | AV       | MV       | BV       | P      | PT     | AV     | MV     | BV     |
| ------------ | -------- | -------- | -------- | -------- | -------- | ------ | ------ | ------ | ------ | ------ |
| R. Alhassan  | 13       | 126      | 104      | 22       | 0        | 13     | 126    | 104    | 22     | 0      |
| A. Ameri     | 16       | 14       | 12       | 0        | 2        | 16     | 14     | 12     | 0      | 2      |
| M. Bechis    | 13       | 30       | 16       | 12       | 2        | 13     | 30     | 16     | 12     | 2      |
| L. Castañeda | 14       | 191      | 172      | 14       | 5        | 14     | 191    | 172    | 14     | 5      |
| Á. Cruz      | 12       | 149      | 133      | 8        | 8        | 12     | 149    | 133    | 8      | 8      |
| L. Dalia     | 13       | 18       | 14       | 4        | 0        | 13     | 18     | 14     | 4      | 0      |
| I. Garzaro   | 14       | 74       | 58       | 6        | 10       | 14     | 74     | 58     | 6      | 10     |
| A. Ghilardi  | 19       | 0        | 0        | 0        | 0        | 19     | 0      | 0      | 0      | 0      |
| A. Gray      | 12       | 213      | 192      | 11       | 10       | 12     | 213    | 192    | 11     | 10     |
| D. Harris    | 4        | 27       | 22       | 2        | 3        | 4      | 27     | 22     | 2      | 3      |
| K. Holzer    | 3        | 13       | 12       | 0        | 1        | 3      | 13     | 12     | 0      | 1      |
| D. Mazzoni   | 2        | 7        | 6        | 1        | 0        | 2      | 7      | 6      | 1      | 0      |
| J. Poll      | 13       | 81       | 72       | 4        | 5        | 13     | 81     | 72     | 4      | 5      |
| A. Trevisiol | 5        | 0        | 0        | 0        | 0        | 5      | 0      | 0      | 0      | 0      |

P = presenze; PT = punti totali; AV = attacchi vincenti; MV = muri vincenti; BV = battute vincenti